# Даниил Чёрный
Дании́л Чёрный (около 1350-х — 1428) — иконописец, монах, современник и сотрудник Андрея Рублёва, почитается как святой преподобный в Русской православной церкви, дни его памяти — в день памяти преподобного Андроника и его учеников 13/26 июня и в день Собора Радонежских святых — 6/19 июля.

## Жизнь и творчество

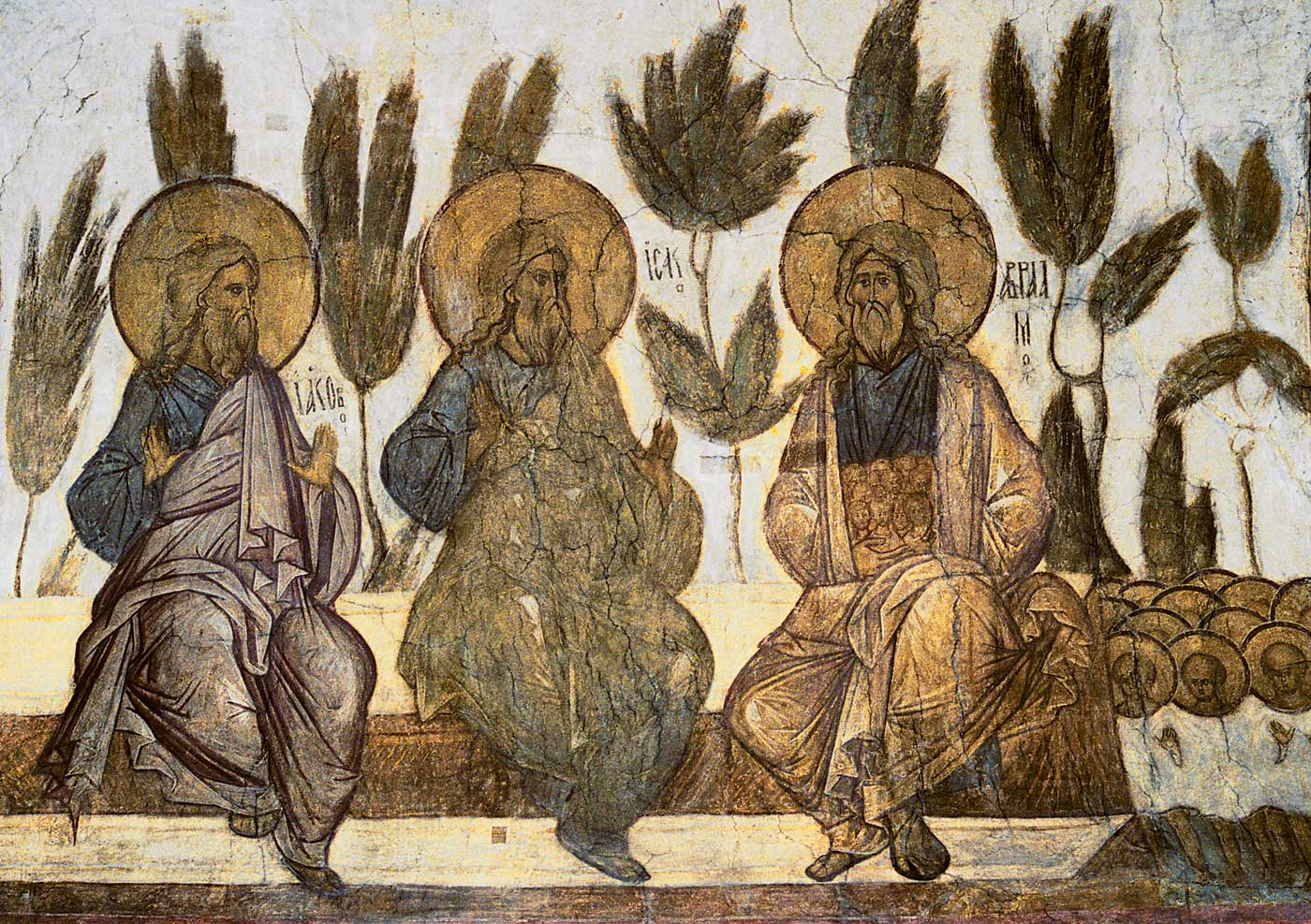
Фреска «Лоно Авраамово»

Прозвище «Чёрный» известно по тексту «Сказания о святых иконописцах» (конец XVII — начало XVIII веков), в более ранних источниках называется просто Даниилом. Летописи свидетельствуют о росписи Даниилом и Андреем Рублёвым Успенского собора во Владимире, причём Даниил назван первым, что может свидетельствовать о старшинстве и большей опытности Даниила. Иосиф Волоцкий называет Даниила учителем Рублёва.
То, что Даниил работал всегда в соавторстве с Андреем Рублёвым, создаёт проблему разделения творчества двух художников. Иконописцы XV века не оставляли подписей. Выход исследователи ищут в попытках выделить особые стилистические приемы, характерные для каждого мастера. Считая Даниила Чёрного художником старшего поколения, Игорь Грабарь предложил приписать ему авторство тех произведений, в которых просматриваются черты предшествующей школы письма XIV века, заимствованные у византийских мастеров. Примером такой «старой традиции» может служить фреска «Лоно Авраамово», являющаяся частью росписи Владимирского Успенского собора, композиции южного нефа, южного склона центрального нефа, ряд фрагментов на северной стене главного алтаря, а также часть икон из иконостаса.
Скончался Даниил одновременно с Андреем Рублёвым около 1430 года от «морового поветрия» и погребён рядом с ним в Спасо-Андрониковом монастыре в Москве. Как и Андрей Рублёв, Даниил несомненно оставил после себя учеников и рисунки, служившие образцами для создания живописных изображений.
В 1992 году при расчистке алтаря Спасского собора рядом с могилами игуменов и основателей монастыря было обнаружено погребение двух простых монахов (два черепа, кости, погребальная чаша для елея, крестики, сплетённые из кожи, кожаные тапочки). Возраст монахов был соответственно примерно 50 и 80 лет. По мнению антрополога Сергея Никитина, это было вторичное захоронение (кости имели повреждения, оставленные предположительно поисковым щупом). На этом основании (вряд ли кого ещё из простых монахов могли разыскивать для перезахоронения на столь почётном месте) погребения были идентифицированы как тела Андрея Рублёва и Даниила Чёрного.

## Образ Даниила Чёрного в кино
- Андрей Рублев (СССР; 1966) режиссёр Андрей Тарковский, в роли Даниила — Николай Гринько.